# Ranoidea genimaculata
Ranoidea genimaculata – gatunek płaza bezogonowego z podrodziny Pelodryadinae w rodzinie rzekotkowatych (Hylidae).

## Taksonomia
Prawdopodobnie nie chodzi tu o jeden konkretny gatunek, ale kilka nieopisanych jeszcze przez naukę. W 2007 roku wydzielono już z niego gatunek Ranoidea myola. Populacja z australijskiego Queenslandu uznawana dawniej za Ranoidea genimaculata, jest od 2010 roku ponownie traktowana jako osobny gatunek – Ranoidea serrata.

## Występowanie
Gatunek występuje na Nowej Gwinei (gdzie jest szeroko rozprzestrzeniony zarówno w części należącej do Papui-Nowej Gwinei, jak i Indonezji) oraz na kilku okolicznych wyspach, w tym Gag, która jest jego miejscem typowym.
Płaz ten zamieszkuje tereny położone do wysokości 1500 metrów nad poziomem morza.
Jego habitat stanowią niewielkie, zwłaszcza skaliste strumienie w tropikalnych lasach nizinnych i niższych górskich. Pojawia się także w lasach zdegradowanych i ogrodach.

## Rozmnażanie
Gody mają miejsce w wolno płynących strumieniach i okresowych zbiornikach wodnych. Samica składa pakiety jaj do wody, rozwój kijanek także odbywa się w wodzie.

## Status
Na Nowej Gwinei gatunek występuje obficie na całym obszarze swego występowania. Trend liczebności populacji oceniany jest jako stabilny.